# Ulrich Schmitzer

Ulrich Schmitzer in Rom

Ulrich Schmitzer (* 19. März 1960 in Fürth) ist ein deutscher Altphilologe.

## Leben
Nach dem Abitur am Pirckheimer-Gymnasium in Nürnberg begann Ulrich Schmitzer ein Lehramtsstudium an der Friedrich-Alexander-Universität Erlangen-Nürnberg in den Fächern Deutsch, Latein und Geschichte, zunächst mit einem Schwerpunkt auf der Neueren Deutschen Literatur. Bald darauf wandte er sich jedoch verstärkt der Latinistik zu und legte, nach einem kurzen Aufenthalt 1982 an der Universität Wien, 1985 und 1986 in Erlangen das Erste Staatsexamen ab. Von 1987 bis 1989 arbeitete er in Erlangen bei Severin Koster an seiner Promotion.
Anschließend setzte er sein Lehramtsstudium mit dem Referendariat fort, das er 1991 mit dem zweiten Staatsexamen abschloss. Diese Phase seiner Karriere bezeichnet er stets als sehr wertvoll; dennoch kehrte er anschließend an die Hochschule zurück und wurde Wissenschaftlicher Assistent an der Universität Erlangen-Nürnberg. Nach der Habilitation 1997 erhielt er eine Stelle als Oberassistent. Nach einer Lehrstuhlvertretung für Barbara Feichtinger an der Universität Konstanz wurde er im Jahr 2003 auf den Lehrstuhl Klassische Philologie/Latein an die Humboldt-Universität zu Berlin berufen, wo er seitdem tätig ist.
Ulrich Schmitzer ist (Mit-)Herausgeber der Zeitschrift „Gymnasium“ und der Reihe „Vertumnus“ und ist in verschiedenen Funktionen für den Deutschen Altphilologenverband und die Mommsen-Gesellschaft tätig. Ferner betreut er das Altphilologie-Portal KIRKE. Ulrich Schmitzer ist verheiratet und hat drei Kinder.

## Leistungen
Bereits im Studium lag Schmitzers Hauptinteresse auf der Literatur der augusteischen Zeit, insbesondere Ovid, was mit seiner Dissertation zum Thema „Zeitgeschichte in Ovids Metamorphosen. Mythologische Dichtung unter politischem Anspruch“ einen ersten Höhepunkt fand und 2001 in der Ovid-Monographie seinen vorläufigen Gipfel erreichte. Das Buch gilt innerhalb wie außerhalb der Altphilologie als Standardwerk zu Ovid.
Weitere Forschungsgebiete sind antike Geschichtsschreibung (Habilitation zum Thema „Velleius Paterculus und das Interesse an der Geschichte im Zeitalter des Tiberius“) und die Stadt Rom in ihrer literarischen Rezeption.
Ein besonderes Interessengebiet Schmitzers stellt die Klassische Philologie in den Neuen Medien dar, was sich fruchtbar in dem von ihm betreuten Internetportal KIRKE für die Altertumswissenschaften niederschlägt.
Seit 2002 ist er Mitglied im Vorstand des Deutschen Altphilologenverbands, seit 2015 als Mitglied des Geschäftsführenden Vorstands einer der beiden Stellvertreter von Hartmut Loos.

## Werke
- Zeitgeschichte in Ovids Metamorphosen. Mythologische Dichtung unter politischem Anspruch. Stuttgart 1990 (Beiträge zur Altertumskunde 4)
- Ovid – Leben und Werk. Eine Einführung anhand der Elegie trist. 4,10. München 1994 (Beiträge zur Gymnasialpädagogik 20)
- Velleius Paterculus und das Interesse an der Geschichte im Zeitalter des Tiberius. Heidelberg: Winter 2000 (Bibliothek der klassischen Altertumswissenschaften 2,107)
- Ovid. Eine Einführung. Hildesheim et al.: Georg Olms Verlag 2001 (Lizenzausgabe Darmstadt: Wissenschaftliche Buchgesellschaft 2001), 2. Auflage: 2011, italienische Übersetzung von Mariella Bonvicini: Bologna: CLUEB 2006.
- Rom im Blick. Lesarten der Stadt von Plautus bis Juvenal. Darmstadt: WBG 2016.
- Ovids Verwandlungen verteutscht. Übersetzungen der „Metamorphosen“ seit dem Mittelalter und der Frühen Neuzeit bis zum Ende des 20. Jahrhunderts. In: Josefine Kitzbichler, Ulrike C. A. Stephan (Hrsg.): Studien zur Praxis der Übersetzung antiker Literatur. Geschichte – Analysen – Kritik. de Gruyter, Berlin / Boston 2016, S. 113–245 (Voransicht des Buches bei Google Books).

Herausgeberschaft:
- Vertumnus. Berliner Beiträge zur Klassischen Philologie und zu ihren Nachbargebieten. Edition Ruprecht, Göttingen 2006ff. Übersicht der erschienenen Bände und E-Books